# The Norm Show
The Norm Show est une sitcom américaine créée par Bruce Helford et Norm Macdonald, diffusée sur ABC entre le 24 mars 1999 et le 6 avril 2001.

## Distribution

### Acteurs principaux
- Norm Macdonald (VF : Antoine Nouel) : Norm Henderson
- Laurie Metcalf (VF : Élisabeth Fargeot) : Laurie Freeman
- Ian Gomez (VF : Alain Flick) : Danny Sanchez
- Max Wright (VF : Jean-Claude Montalban) : Max Denby
- Artie Lange (VF : Jérôme Rebbot) : Artie Henderson
- Faith Ford (VF : Béatrice Bruno) : Shelly Kilmartin
- Nikki Cox (VF : Michèle Lituac) : Taylor Clayton

### Acteurs récurrents
- Amy Wilson (VF : Véronique Soufflet) : Molly Carver
- Patricia Belcher : la propriétaire
- Kate Walsh (VF : Françoise Rigal) : Jenny
- Bruce Jarchow : Anthony Curtis
- Kyle Sabihy : Billy

### Acteurs invités
| - Johnny Galecki : Dale Stackhouse - John Farley : un mec au bar - Stephen Root : M. Sweeney - Kathy Kinney : Betty - Michael Gross : le conseiller Krantz - Diedrich Bader : Travis - Casey Sander : Phil - Michael Bacall : Jason Denby - Alastair Duncan : Paul - Vicki Lewis : Kyra - Jack Warden : Harry - Tom Arnold : Andrew - Pat Crawford Brown : Mme Lefkowitz - Bob Einstein : Al - Sally Kellerman : Kim - Richard Libertini : Avery - Andrea Martin : Millie - Rebecca McFarland : Nancy - Richard Pryor : M. Johnson - Abe Vigoda : Sal - Allan Wasserman : Fred - Danny Woodburn : Drake - Ian Buchanan : Fernando | - Arsenio Hall : Joe - Terry Kiser : le conseiller Wilkinson - Cloris Leachman : Mme Beaumont - Kevin Nealon : Smith - Courtney Thorne-Smith : Rebecca - Melissa Errico : Kim Catino - Neil Flynn : Lee - Phil McGraw : Dr Phil - Ping Wu : Mickey - Brad Dourif : le diable - Julie Hagerty : Wendy - Art LaFleur : Mac - Bill Macy : Phil - George Murdock : Chuckie - Melanie Chisholm : Sporty Spice - Robert Costanzo : Tony DiBenedetto - JoBeth Williams : Claire Stackhouse - Patrick Cranshaw : le grand-père - Dennis Miller : Vic - Al Ruscio : Père O'Flaherty - Lindsay Taylor : la petite fille - Bob Saget : M. Atkison |

Sources VF : RS Doublage et Doublage Séries Database

## Production

### Fiche technique
- Titre : The Norm Show
- Création : Bruce Helford et Norm Macdonald
- Réalisation : Steve Zuckerman, Shelley Jensen, Gerry Cohen, Sam Simon, Joe Regalbuto, Andy Cadiff, Pamela Fryman, Ted Wass et Bob Saget
- Scénario : Bruce Helford, Norm Macdonald, Cheryl Holliday, Dave Caplan, Brett Baer et Dave Finkel
- Direction artistique : John Shaffner
- Photographie : Ken Lamkin
- Montage : Pam Marshall
- Musique : W.G. Snuffy Walden
- Casting : Brett Benner, Marc Hirschfeld, Mef Liberman, Barbara Miller et Bonnie Zane
- Production : Frank Sebastiano, Al Lowenstein et Norm Macdonald
  - Production exécutive : Dave Caplan, Bruce Helford, Cheryl Holliday, Deborah Oppenheimer, Erin Quigly, Bruce Rasmussen, Rob Ulin et Lawrence Broch
- Société de production : Mohawk Productions et Warner Bros. Television
- Société de distribution : Warner Bros. Television, Shout Factory et ABC
- Pays d'origine :  États-Unis
- Langue originale : anglais
- Format : couleur - 1,78:1 - son Dolby Digital
- Genre : Sitcom
- Durée : 22 à 24 minutes

 Sauf indication contraire, les informations mentionnées dans cette section peuvent être confirmées par la base de données cinématographiques IMDb,  présente dans la section « Liens externes ».

## Épisodes

### Première saison (1999)
1. Norm and the Prototype
2. Norm Dates a Client
3. Norm Dates Danny's Dad
4. While You Weren't Sleeping
5. My Name Is Norm
6. The New Boss
7. Denby's Kid
8. Drive, Norm Said
9. Norm, Crusading Social Worker
10. Norm's Coach

### Deuxième saison (1999-2000)
1. Norm vs. Love
2. Norm Pimps Wiener Dog
3. Artie Comes to Town
4. Norm vs. Death
5. Norm and Shelley in Love
6. Laurie Runs for Office
7. Norm and Shelley Break-Up
8. Gambling Man
9. Norm vs. Norm
10. Norm vs. Denby
11. Norm vs. The Boxer
12. Norm vs. Christmas
13. Norm vs. The Evil Twin
14. Norm vs. The Oldest Profession
15. Norm vs. Jenny
16. Norm vs. Fitz
17. Norm vs. The Wedding
18. Norm vs. Fear
19. Retribution
20. Laurie Loses It

### Troisième saison (2000-2001)
1. Norm vs. The Sacrifice
2. I've Got a Crush on You
3. Taylor Leaves
4. The Norm Law
5. Norm vs. Halloween
6. Norm and the Hopeless Cause
7. Norm vs. Youth (Part 1)
8. Norm vs. Youth (Part 2)
9. Norm vs. Tennis
10. Norm vs. The Kid
11. Norm vs. Schoolin
12. Norm vs. Freud
13. Norm vs. Dad
14. Denby Quits
15. Norm Lets Go
16. Norm vs. Danny and Shelly
17. Norm and Wiener Dog vs. Fatherhood
18. Norm vs. Homelessness
19. Norm Is Fat
20. Norm vs. Deception
21. Norm vs. Cuba
22. Norm's Free
23. Norm Comes Back
24. Norm vs. Shelley's Old Flame